# James Feldeine
James Earl Feldeine Padilla (New York, 26 giugno 1988) è un cestista statunitense naturalizzato dominicano, professionista nella Liga ACB, Italia e Grecia.

## Carriera
Con la Rep. Dominicana ha disputato i Campionati mondiali del 2014 e due edizioni dei Campionati americani (2013, 2015).

## Statistiche

### College
| Anno      | Squadra            | PG  | PT | MP   | TC%  | 3P%  | TL%  | RP  | AP  | PRP | SP  | PP   |
| --------- | ------------------ | --- | -- | ---- | ---- | ---- | ---- | --- | --- | --- | --- | ---- |
| 2006-2007 | Quinnipiac Bobcats | 12  | 0  | 2,8  | 20,0 | 0,0  | 50,0 | 0,3 | 0,3 | 0,2 | 0,0 | 0,6  |
| 2007-2008 | Quinnipiac Bobcats | 29  | 21 | 27,3 | 45,0 | 38,8 | 71,0 | 4,0 | 1,9 | 0,8 | 0,2 | 8,3  |
| 2008-2009 | Quinnipiac Bobcats | 31  | 28 | 34,1 | 41,6 | 33,8 | 74,5 | 6,0 | 2,4 | 1,7 | 0,4 | 17,0 |
| 2009-2010 | Quinnipiac Bobcats | 33  | 33 | 32,4 | 42,5 | 34,2 | 79,7 | 5,8 | 2,5 | 1,4 | 0,2 | 16,5 |
| Carriera  | Carriera           | 105 | 82 | 28,1 | 42,3 | 34,4 | 76,4 | 4,7 | 2,0 | 1,2 | 0,2 | 12,6 |

### Eurolega
| Anno      | Squadra       | PG | PT | MP   | TC%  | 3P%  | TL%  | RP  | AP  | PRP | SP  | PP   |
| --------- | ------------- | -- | -- | ---- | ---- | ---- | ---- | --- | --- | --- | --- | ---- |
| 2015-2016 | Panathīnaïkos | 26 | 19 | 26,1 | 36,8 | 31,4 | 75,6 | 2,2 | 2,1 | 0,9 | 0,2 | 8,4  |
| 2016-2017 | Panathīnaïkos | 33 | 29 | 19,9 | 40,6 | 37,8 | 60,9 | 1,1 | 2,0 | 0,9 | 0,2 | 6,7  |
| 2017-2018 | Stella Rossa  | 28 | 17 | 25,0 | 37,4 | 34,5 | 86,5 | 1,6 | 2,9 | 1,2 | 0,1 | 11,6 |
| Carriera  | Carriera      | 87 | 65 | 23,4 | 38,1 | 34,5 | 79,0 | 1,6 | 2,3 | 1,0 | 0,2 | 8,8  |

## Palmarès

### Club

#### Competizioni nazionali
- Campionato greco: 1

Panathinaikos: 2016-17
- Campionato serbo: 1

Stella Rossa Belgrado: 2017-18
- Coppa di Grecia: 2

Panathinaikos: 2015-16, 2016-17
- Coppa di Israele: 2

Hapoel Gerusalemme: 2018-19, 2019-20
- Coppa di Lega israeliana: 1

Hapoel Gerusalemme: 2019

### Individuale
- MVP Coppa di Grecia: 1

Panathinaikos: 2016-17
- Basketball Champions League Second Best Team

Hapoel Gerusalemme: 2018-19
- All-Israeli League Fisrt Team: 1

Hapoel Gerusalemme: 2018-19